# 岩崎圭一
岩崎 圭一（いわさき けいいち、1972年〈昭和47年〉9月20日 - ）は、日本のマジシャン、旅人。血液型はB型。

## 経歴
父が経営する群馬県前橋市の町工場で働いていたが、28歳で「世界が見たい」と所持金わずか160円を持ち日本を飛び出した。東京新宿でのホームレス生活を経て、実家に戻らずヒッチハイクで日本一周。翌年、知人からチケットを譲り受けフェリーで韓国に渡った後に、中国青島市にて3000円の自転車を購入。その後も世界を旅しながら芸を披露していたが、イタリアローマにて芸を披露していたところにテレビ局の人物が通りかかり、イタリアズ・ゴット・タレントにスカウトされた。「自転車でポルトガルまで行って、手こぎボートで大西洋を横断したい」という夢を叶えるため、中古で400万円ほどする手漕ぎボート代も稼ぎたいという思いもありながらブリテンズ・ゴット・タレント（BGT）への応募を決めたという。

### BGTでのゴールデンブザー
2022年5月、BGTに出場。本番もママチャリで登場し、ドラゴンボールのような動きと、親しみやすい英語のトークで観客を笑わせていた。マジックではトランプを空中に浮かせて驚かせ、最後は指輪を空中にゆっくり浮遊させ、審査員のアリーシャ・ディクソンの指に収め、会場は拍手を送った。その後審査員が評価していく中、突然舞台裏から司会者であるアント&デックが登場し、日本人初のゴールデンブザーを獲得した。

### 私生活
2023年時点も世界各国を旅をしており、大道芸をしながらチップを稼ぎ、旅行の費用として使っている。尚、日常会話程度であれば10ヶ国語話せるという。2023年1月にポルトガル・ ラゴスを手漕ぎボートで出発し、バッテリートラブルによりモロッコに寄り、その後同年6月に南米のスリナムに到着したことにより大西洋横断を達成した。

## 出演
- マツコ会議（日本テレビ、2023年8月5日[5]）
- 超絶マンガ級ピーポー!(日本テレビ、2024年9月29日)